# العنقاء (نجم)
أو ألفا العنقاء Alpha Phoenicis اسمه التقليدي Ankaa مشتق من الاسم العربي. وهو ألمع نجم في كوكبة العنقاء. وهو نجم مزدوج ينتمي إلى الفئة الطيفية K0 ويبلغ مجمل قدره الظاهري 2.4+. العنقاء مثل معظم النجوم المرئية في السماء فيبدو أنه عملاق برتقالي ذو ججم متوسط نسبياً ويعتقد أنه حالية في مرحلة حرق الهيليوم. كما يعتقد أنه يحتاج إلى فترة طويلة نسبياً حتى يتحول إلى قزم أبيض. يبعد العنقاء عن الأرض حوالي 85 سنة ضوئية ودرجة حرارة سطحه 4800 كلفن.